# Illéla
Illéla este o comună urbană din departamentul Illela, regiunea Tahoua, Niger, cu o populație de 91.312 locuitori (2001).